# Pauline Courtois
Pauline Courtois (1989) es una deportista francesa que compite en vela en la modalidad de match race. Ganó seis medallas en el Campeonato Mundial de Match Race Femenino entre los años 2018 y 2024.

## Palmarés internacional
| Campeonato Mundial | Campeonato Mundial       | Campeonato Mundial | Campeonato Mundial |
| Año                | Lugar                    | Medalla            | Clase              |
| ------------------ | ------------------------ | ------------------ | ------------------ |
| 2018               | Ekaterimburgo (Rusia)    | Medalla de plata   | Match race         |
| 2019               | Lysekil (Suecia)         | Medalla de bronce  | Match race         |
| 2021               | Cherbourg (Francia)      | Medalla de oro     | Match race         |
| 2022               | Auckland (Nueva Zelanda) | Medalla de oro     | Match race         |
| 2023               | Middelfart (Dinamarca)   | Medalla de oro     | Match race         |
| 2024               | Yeda (Arabia Saudita)    | Medalla de oro     | Match race         |